# Gaibacher Lößhochfläche
Die Gaibacher Lößhochfläche ist eine kleinteilige naturräumliche Einheit (5. Ordnung) mit der Ordnungsnummer 137.13 auf dem Gebiet der unterfränkischen Gemeinden Kolitzheim, Röthlein und Volkach in den Landkreisen Kitzingen und Schweinfurt.

## Lage
Die Gaibacher Lößhochfläche (137.13) bildet eine Untereinheit innerhalb der Haupteinheit Iphofen-Gerolzhofener Steigerwaldvorland (137.1). Sie ist Teil des Steigerwaldvorlandes (137) und damit ein Naturraum in der Haupteinheitengruppe der Mainfränkischen Platten. Im Norden schließt sich das Schweinfurter Becken (136) an, während weiter östlich die sogenannte Herlheimer Mulde (137.14) beginnt. Im Südwesten geht die Landschaft ins Steigerwaldvorland von Neuses (137.12) über. Der Süden wird von der Volkacher Mainschleife (133.07) im Mittleren Maintal (133) eingenommen, im Westen liegt das Obereisenheim-Wipfelder Maintal (133.08).
Karl-Albert Habbe schlug in einem Aufsatz zu Beginn des 21. Jahrhunderts vor, das Gebiet der Gaibacher Lößhochfläche zu verringern, da das Lößvorkommen weniger ausgedehnt ist, als  in den 1960er Jahren vermutet. Habbe schneidet ein Areal um Lindach, das sogenannte Lindacher Flugsandgebiet und die Main-Randhöhen (137.130), im nördlichen Teil der Lößhochfläche heraus.
Der Naturraum liegt im äußersten Nordwesten des unterfränkischen Landkreises Kitzingen. Die alte Ausdehnung der Lößhochfläche umfasste daneben Areale im Landkreis Schweinfurt. Im Süden umfasst der Naturraum nahezu die gesamte Gemarkung des Volkacher Ortsteils Gaibach mit dem Weiler Öttershausen. Hier ist auch das große Areal des Schlossparks Gaibach zu finden. Sie zieht sich dann in einem breiten Streifen in Richtung des Ortsteils Lindach der Gemeinde Kolitzheim im Landkreis Schweinfurt. Daneben halten auch die Gemarkungen von Röthlein-Heidenfeld und Röthlein-Hirschfeld Anteile am Naturraum.

## Landschaftscharakteristik
Die Lößhochfläche präsentiert sich als offene Hochfläche am östlichen Mainufer im Norden der Stadt Volkach. In der Region ist der Obstanbau weit verbreitet. Eng verwandt ist der Naturraum Steigerwaldvorland von Neuses, der eine ähnliche Höhenlage aufweist, dem aber eine andere geologische Situation zugrunde liegt. Typisch für die Gaibacher Hochfläche ist die starke Zertalung und die vielen Dellensysteme sowohl in Richtung des Maintales, als auch zur Herlheimer Mulde.
Kleinere Waldareale bedecken bis heute das Areal. Allerdings überwiegen ackerbaulich genutzte Flächen. Insbesondere der Obstbau weist hier eine lange Tradition auf, obwohl der Weinbau in den letzten Jahrzehnten eine starke Förderung erfuhr. Klimatisch ist die Hochfläche begünstigt, weil sie hoch über dem Maintal thront, wo seltener Frostschäden im Frühjahr auftreten. Die potentielle, natürliche Vegetation (ohne Eingriffe des Menschen) würde hier Hainsimsen-, Labkraut-, Eichen-, Hainbuchen-Wälder entstehen lassen, die von Reinem Labkraut durchsetzt wären.

## Schutzgebiete
Die naturräumliche Einheit ist von Schutzgebieten nahezu jeder Schutzkategorie durchsetzt. Als Landschaftsschutzgebiet ragt die Volkacher Mainschleife in das Gebiet herein. Nördlich und östlich von Lindach ist ebenso ein ausgedehntes Vogelschutzgebiet zu finden, wie im sogenannten Fasangarten von Gaibach. Das Areal ist zugleich ein Naturdenkmal, das von den Grafen von Schönborn als Jagdrevier genutzt wurde. Einziges Naturschutzgebiet sind die Schleifwiesen und Nußloch bei Lindach.

## Geologie und Tektonik
Einen großen Teil der Hochfläche wird von der namensgebenden, breiten Lößplatte eingenommen. Sie hatte Einfluss auf die Ausbildung des Tal- und Dellensystems. Diese Lößplatte ist einzigartig in der Region und kann lediglich mit den weiter im Westen gelegenen Hochflächenresten im Maindreieck verglichen werden. Die Lößhochfläche liegt am Rande der geologischen Störungszone Wipfeld-Gaibach.